# Liuhua, Sichuan
Liuhua (kinesiska: 六华乡, 六华) är en socken i Kina. Den ligger i provinsen Sichuan, i den sydvästra delen av landet, omkring 440 kilometer söder om provinshuvudstaden Chengdu. Antalet invånare är 3 309. Befolkningen består av 1 579 kvinnor och 1 730 män. Barn under 15 år utgör 29,0 %, vuxna 15-64 år 65 %, och äldre över 65 år 5,0 %.
Genomsnittlig årsnederbörd är 1 137 millimeter. Den regnigaste månaden är juli, med i genomsnitt 320 mm nederbörd, och den torraste är januari, med 3 mm nederbörd.